# 朝鮮勞動黨中央委員會軍需工業部
朝鮮勞動黨中央委員會軍需工業部是朝鲜民主主义人民共和国朝鮮勞動黨中央委員會書記局下属的一個部门，主要执行朝鮮勞動黨的军工产业政策。该部门下设第二经济委员会。
1970年代中期，朝鲜劳动党设立机械工业部。1993年1月更名軍需工業部。2010年9月恢復舊名机械工业部。2016年1月再次改成軍需工業部。